# Hidroelektrarna Peggau
Hidroelektrarna Peggau (nemško Kraftwerk Peggau) je ena izmed hidroelektrarn v Avstriji, ki leži na reki Mura. Spada pod podjetje Verbund Austrian Hydro Power. 